# Jeanne Carola Francesconi
Jeanne Caròla Francesconi (Napoli, 1903 – Napoli, 1995) è stata una scrittrice italiana, autrice di alcuni ricettari rinomati.

## Biografia
Jeanne Francesconi, moglie del Cav. Ing. Vincenzo Caròla, nacque il 12 luglio del 1903 in Via Santa Teresella degli Spagnoli da Armando, discendente dal noto ingegnere Pasquale Francesconi, e da Silvana Flora Barboglio, figlia di un illustre garibaldino bresciano.
La sua biografia è ricostruita nel libro Strade personaggi e storie di Napoli di Andrea Jelardi, il quale ricorda che: compiuti gli studi presso l’antico e prestigioso Istituto Universitario Suor Orsola Benincasa, Jeanne Francesconi fu allieva delle maggiori istitutrici dell’epoca da Erminia Capocelli ad Antonietta Pagliara e Cecilia Dentice, durante il primo conflitto mondiale, giovanissima, si dedicò poi all’attività di crocerossina e nel 1926 sposò il costruttore napoletano Vincenzo Caròla, distinguendosi anche come una delle prime donne di Napoli a conseguire la patente di guida.
Onnipresente a ricevimenti e feste mondane, amò a tal punto i piatti tipici della cucina partenopea che alla metà degli anni Sessanta cominciò seriamente a pensare all’idea di pubblicare un libro di ricette, ideato con suo marito e con l’avvocato Giuseppe Russo, all’epoca direttore generale dell’Unione Industriali, e con Salvatore Gaetani duca di Castelmola, ma l’improvvisa morte di quest’ultimo nel 1964 bloccò il progetto che venne poi portato avanti soltanto da lei.
Attraverso interviste a celebri cuochi, letture di testi antichi, ed una paziente raccolta di tradizioni culinarie partenopee, nacque così il volume La cucina napoletana, pubblicato in tre edizioni nel 1965, e con un successo tale che addirittura alcuni marinai americani ne acquistano intere casse per portarlo negli Stati Uniti.
A questo seguirono poco dopo Dietetica e cucina, scritto nel 1978 con Giovanni Jacono ed un volume di ricette inventate dai suoi familiari, al quale collaborarono nipoti, amici e parenti.
Sulla base di scritti di antichi gastronomi partenopei, come Vincenzo Corrado, Giambattista Del Tufo, Giambattista Crisci ed Ippolito Cavalcanti, Jeanne Caròla Francesconi continuò a scrivere e a documentarsi, pubblicando ancora Napoli in cucina, nel 1982, e La vera cucina di Napoli, per la Newton & Compton editori, offrendo ai suoi lettori un repertorio storico-gastronomico completo della cucina napoletana, sia umile che ricca.
Raggiunta una grande popolarità in Italia e all’estero, venne intervistata dai maggiori rotocalchi nazionali ed internazionali, tra cui «Figaro» e «Vogue Uomo», tenne per qualche anno una rubrica gastronomica sul «Mattino Illustrato», fece parte dell’Accademia Italiana della Cucina come Delegata Onoraria per Napoli e fu da quest’ultima insignita del Premio Vergani.
Gelosa custode dei cimeli della sua famiglia e protagonista indiscussa della Napoli del Novecento, Jeanne Caròla pubblicò nel 1993 il libro biografico Jeanne racconta, edito da Colonnese, in cui, in occasione del novantesimo compleanno, ripercorse le tappe più significative della sua lunga vita.

### Morte
Morì a Napoli ultranovantenne, nel 1995, ma il ricordo di questa scrittrice e autrice di ricette della cucina napoletana e delle cene leggendarie per l'alta società partenopeaè ancora oggi costantemente vivo, sulle tavole imbandite della sua città.

### Riconoscimenti e opere
Francesconi veniva considerata "la decana della cucina napoletana". 
La sua opera più importante resta La Cucina napoletana (1965), la quale continua ad essere pubblicata integralmente in elegante veste editoriale dalla Grimaldi & C. Editori- Napoli. Questo manuale ancora oggi è definito la "Bibbia" della cucina napoletana, "il libro più completo" della cucina napoletana e "il ricettario più importante dopo quello del Cavalcanti". La Francesconi viene anche citata in libri di cucina in lingua inglese, quali Precious Cargo: How Foods From the Americas Changed The World di Dave DeWitt e The Food Of Italy di Claudia Roden.